# Bathyphantes glacialis
Bathyphantes glacialis är en spindelart som beskrevs av Lodovico di Caporiacco 1935. Bathyphantes glacialis ingår i släktet Bathyphantes och familjen täckvävarspindlar. Inga underarter finns listade.